# Halls (bonbony)
Halls je britská značka mentholových bonbonů od roku 2015 vlastněné společností Mondelēz International. V roce 2016 to byla jedna z nejprodávanějších značek volně prodejných bonbonů proti kašli ve Spojeném království s tržbami 32,5 milionu liber. 

## Historie
Společnost Hall Brothers byla založena v roce 1893 Thomasem Haroldem Hallem a Normanem Smithem Hallem. Bonbony proti kašli poprvé vyrobili ve 30. letech 20. století ve Whitefieldu v hrabství Lancashire. V roce 1964 společnost získala firma Warner-Lambert a v roce 1970 se výroba bonbonů přesunula do Dumers Lane v Radcliffe. V roce 2000 firmu Warner-Lambert získala společnost Pfizer. O dva roky později značka opět změnila majitele, kterým se stala společnost Kraft foods, která později restrukturalizovala.